# Artamus personatus
Andorinha-do-bosque-mascarada ou andorinha-do-mato-mascarada (Artamus personatus) é uma espécie de ave da família Artamidae.
Pode ser encontrada nos seguintes países: Austrália e Nova Zelândia.
Os seus habitats naturais são: florestas secas tropicais ou subtropicais .